# Municipio de Jefferson (condado de Guernsey)
El municipio de Jefferson (en inglés: Jefferson Township) es un municipio ubicado en el condado de Guernsey en el estado estadounidense de Ohio. En el año 2010 tenía una población de 86 habitantes y una densidad poblacional de 1,3 personas por km².

## Geografía
El municipio de Jefferson se encuentra ubicado en las coordenadas 40°6′27″N 81°29′19″O / 40.10750, -81.48861. Según la Oficina del Censo de los Estados Unidos, el municipio tiene una superficie total de 65.93 km², de la cual 58,46 km² corresponden a tierra firme y (11,34 %) 7,47 km² es agua.

## Demografía
Según el censo de 2010, había 86 personas residiendo en el municipio de Jefferson. La densidad de población era de 1,3 hab./km². De los 86 habitantes, el municipio de Jefferson estaba compuesto por el 100 % blancos. Del total de la población el 3,49 % eran hispanos o latinos de cualquier raza.